# Pusztamaróti harcok
A pusztamaróti harcok 1526. szeptember 13. és szeptember 15. között zajlottak a mai Pusztamarót mellett, ahol a Vértes-környéki magyar parasztság egy megerősített táborba zárkózott a portyázó törökök ellen.
A török szultán, miután a mohácsi síkon legyőzte II. Lajost, a Dunán felfelé bevonult a fővárosba. Innen a sereg rettegett elővédjeit, az akindzsiket keleti és nyugati irányba indította, hogy prédálják fel Buda környékét és a magyar vidékeket.
Az Esztergom vármegye területére behatoló törökök elől a lakosság tömegesen menekült Herégy és Pusztamarót felé, ahol tábort ütöttek, de azt az akindzsik elfoglalták és a védőit lemészárolták.
A parasztság másik tömege (kb. 25 ezer fő) szekereit kör alakba rendezve hevenyészett erősséget alkotott Marótnál, amit árkokkal vett körül és a közeli tóból vízzel töltötte fel. Az akindzsik ezt az erősséget már hiába ostromolták, a védők eltökélték, hogy megvédik családjaikat és vagyonukat. Közben több ízben kitörtek és sok törököt terítettek le. De nem sokáig tarthattak ki, mert a fősereg táborából reguláris erősítések érkeztek, vagy hatezer janicsár, tízezer lovas és tábori, ún. skorpió ágyúk sorakoztak fel a maróti erősség ellen. A szekérvárat a parasztok hősiesen védték, de végül győzött a túlerő. Ekkor történt, hogy egy bizonyos Dobozi Mihály megpróbálta kimenteni feleségét a vérontásból. Mivel a törökök szaporábbak voltak, ezért a legenda szerint az asszonyt megölte, nehogy az ellenség kezére jusson, míg ő maga a török közé vágtatott, ahol életét vesztette.
Marót eleste után hasonló sorsra jutottak a mátrai és bácsi paraszttáborok, míg a péterváradi sikeresen visszaverte a törököket. Ezeken és Visegrádon, valamint Esztergomon kívül a török komolyabb ellenállásra nem talált az országban.
Gyakori tévhit, hogy a maróti harcok helyszíne Pilismarótnál volt, ezt azonban a két település teljesen eltérő földrajzi adottságai is kizárják.